# Струнгару, Йоана
Йоана Струнгару (рум. Ioana Strungaru; род. 4 января 1989, Trușești, Ботошани), урождённая Крэчун (рум. Crăciun) — румынская гребчиха, выступавшая за сборную Румынии по академической гребле в период 2006—2016 годов. Бронзовая призёрка летних Олимпийских игр в Рио-де-Жанейро, обладательница двух серебряных и бронзовой медалей чемпионатов мира, трёхкратная чемпионка Европы, победительница и призёрка многих регат национального значения.

## Биография
Йоана Струнгару родилась 4 января 1989 года в коммуне Трушешти, жудец Ботошани, Румыния. Заниматься академической греблей начала в 2004 году, проходила подготовку в Бухаресте в столичном гребном клубе «Динамо».
Дебютировала в гребле на международной арене в 2006 году, выступив в парных четвёрках на юниорском мировом первенстве в Амстердаме. Год спустя на аналогичных соревнованиях в Пекине одержала победу в распашных рулевых восьмёрках.
В 2008 году впервые вошла в основной состав румынской национальной сборной, в парных двойках выступила на этапе Кубка мира в Мюнхене и на чемпионате Европы в Афинах, однако попасть здесь в число призёров не смогла.
В 2009 году в восьмёрках была лучшей на этапе Кубка мира в Люцерне и на европейском первенстве в Бресте, тогда как на мировом первенстве в Познани стала серебряной призёркой. Кроме того, в этом сезоне добавила в послужной список бронзовую награду, полученную в парных четвёрках на молодёжном мировом первенстве в Рачице.
Победила в восьмёрках на чемпионате Европы в Монтемор-у-Велью, в то время как на чемпионате мира в Карапиро взяла бронзу.
На европейском первенстве 2011 года в Пловдиве выиграла бронзовую медаль в зачёте парных четвёрок.
В 2013 году в восьмёрках стала серебряной призёркой на этапе Кубка мира в Люцерне и на мировом первенстве в Чхунджу.
В 2014 году отметилась победой в восьмёрках на чемпионате Европы в Белграде.
На европейском первенстве 2015 года в Познани выиграла бронзовую медаль в той же дисциплине.
Благодаря череде удачных выступлений удостоилась права защищать честь страны на летних Олимпийских играх 2016 года в Рио-де-Жанейро — в составе экипажа, куда также вошли гребчихи Роксана Коджану, Михаэла Петрилэ, Юлиана Попа, Мэдэлина Береш, Лаура Опря, Аделина Богуш, Андреа Богьян и рулевая Даниэла Друнча, в решающем финальном заезде восьмёрок пришла к финишу третьей позади команд из Соединённых Штатов и Великобритании — тем самым завоевала бронзовую олимпийскую медаль.